# Cuadrilátero de Lambeth

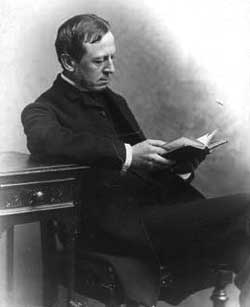
William Reed Huntington

El Cuadrilátero de Lambeth (o "Cuadrilátero Chicago-Lambeth") consta de cuatro elementos que los anglicanos consideran bases esenciales para la reunión de las iglesias.  Su origen se encuentra en el libro The Church Idea, an Essay Toward Unity ("La idea Iglesia, un ensayo hacia la unidad") escrito en 1870 por William Reed Huntingdon.  En 1886, sus planteamientos fueron acogidos por la Convención General de la Iglesia Episcopal en los Estados Unidos.  Esta fue adoptada con modificaciones por la Conferencia de Lambeth celebrada dos años más tarde. (ver texto abajo)  La conferencia de 1920 utilizó el Cuadrilátero como parte de su "Llamada a todo el pueblo cristiano" en pro de la reunión, pero hizo una paráfrasis en vez de citarlo textualmente.

## Texto
1. Las Santas Escrituras de los Testamentos Antiguos y Nuevos como 'conteniendo todas las cosas necesarias por la salvación',[nota 1] como la regla y norma última de la fe.
2. El Credo Apostólico como credo bautismal; el Credo Niceno, como definición suficiente de la fe cristiana.
3. Los dos Sacramentos ordenados por Cristo mismo — Bautismo y la Cena del Señor — administrados sin falta con las palabras de institución de Cristo, y de los elementos ordenados por él.
4. El episcopado histórico, adaptado localmente en cuanto a sus métodos administrativos a las variadas necesidades de las naciones y pueblos llamados por Dios a la unidad de su Iglesia.[4]